# Marele Duce Petru Nicolaevici al Rusiei
Marele Duce Petru Nicolaevici al Rusiei (10 ianuarie 1864 – 17 ianuarie 1931) a fost membru al familiei imperiale ruse.
Marele Duce Petru Nicolaevici a fost al doilea fiu al Marelui Duce Nicolai Nicolaevici al Rusiei și a Ducesei Alexandra de Oldenburg. S-a născut la Sankt Petersburg. Confor tradiției urmate de Marii Duci (titlul era aplicat tuturor fiilor și nepoților împăratului Rusiei), Marele Duce Petru a servit în armata rusă ca locotenet general. 
La 26 iulie 1889, s-a căsătorit cu Prințesa Milica de Muntenegru (1866 – 1951), fiica regelui Nicolae I de Muntenegru (1841 – 1921). Marele Duce și Ducesa au avut patru copii:
- Prințesa Marina Petrovna (1892 – 1981)
- Prințul Roman Petrovici (1896 – 1978)
- Prințesa Nadejda Petrovna (1898 – 1988)
- Prințesa Sofia Petrovna (3 martie 1898 – 3 martie 1898)

## Exil
În urma Revoluției ruse din 1917, cuplul a părăsit Rusia pentru sudul Franței. Aici, Marele Duce Petru Nicolaievici a murit la Cap d'Antibes la 17 iunie 1931. Soția sa a murit la Alexandria, Egipt în septembrie 1951.